# Pseudosfera

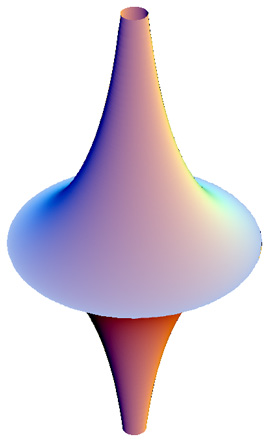
Pseudosfera

In geometria, la pseudosfera è una superficie di rivoluzione generata dalla rotazione della trattrice intorno al suo asintoto. È chiamata pseudosfera perché la sua curvatura è costante in ogni punto e opposta a quella di una sfera di raggio R: 
{\displaystyle k=-{\frac {1}{R^{2}}}.}
Tale superficie fu proposta da Eugenio Beltrami come modello di geometria iperbolica nel 1868. Essa, infatti, localmente soddisfa gli assiomi della geometria iperbolica, allo stesso modo di come la superficie di un cilindro localmente è un modello equivalente ad un piano euclideo.
Una variante di tale superficie è la superficie di Dini.

## Parametrizzazione
La sua equazione parametrica è:
{\displaystyle x(t,a)=\sin(t)\sin(a)}
{\displaystyle y(t,a)=\sin(t)\cos(a)}
{\displaystyle z(t)=\cos(t)+\ln(\tan(t/2))}
oppure:
{\displaystyle x(v,u)=\operatorname {sech} (v)\sin(u)}
{\displaystyle y(v,u)=\operatorname {sech} (v)\cos(u)}
{\displaystyle z(v)=v-\tanh(v){\frac {}{}}}

## Area
L'elemento infinitesimo di area è:
{\displaystyle dA=\operatorname {sech} (v)\tanh(v)dudv}
da cui:
{\displaystyle A=2\int _{0}^{2\pi }\int _{0}^{\infty }\operatorname {sech} v\tanh vdudv=4\pi }
e quindi la misura della superficie di una pseudosfera è uguale a quella di una sfera (R=1).

## Volume

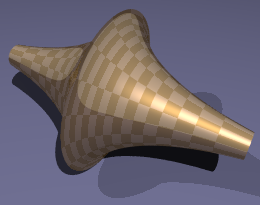
Pseudosfera

{\displaystyle V=\pi \int _{-\infty }^{\infty }\operatorname {sech} ^{2}(v)\tanh ^{2}(v)dv={\frac {2}{3}}\pi }

## Metrica
L'equazione delle geodetiche di una pseudosfera è:
{\displaystyle \cosh(v)^{2}+(u+c)^{2}=k^{2}}

## Curvatura
La curvatura gaussiana è data da:
{\displaystyle K=-{\frac {1}{1^{2}}}}
mentre la curvatura media è
{\displaystyle H={\frac {1}{2}}\left(\sinh v-{\frac {1}{\sinh v}}\right)}